# Rebollosa de Jadraque
Rebollosa de Jadraque es un municipio y localidad española de la provincia de Guadalajara, en la comunidad autónoma de Castilla-La Mancha. El término tiene una población de 10 habitantes (INE 2024).

## Geografía
Se encuentra de camino a Atienza por la CM-101. El municipio tiene una superficie de 7,67 km².

## Historia

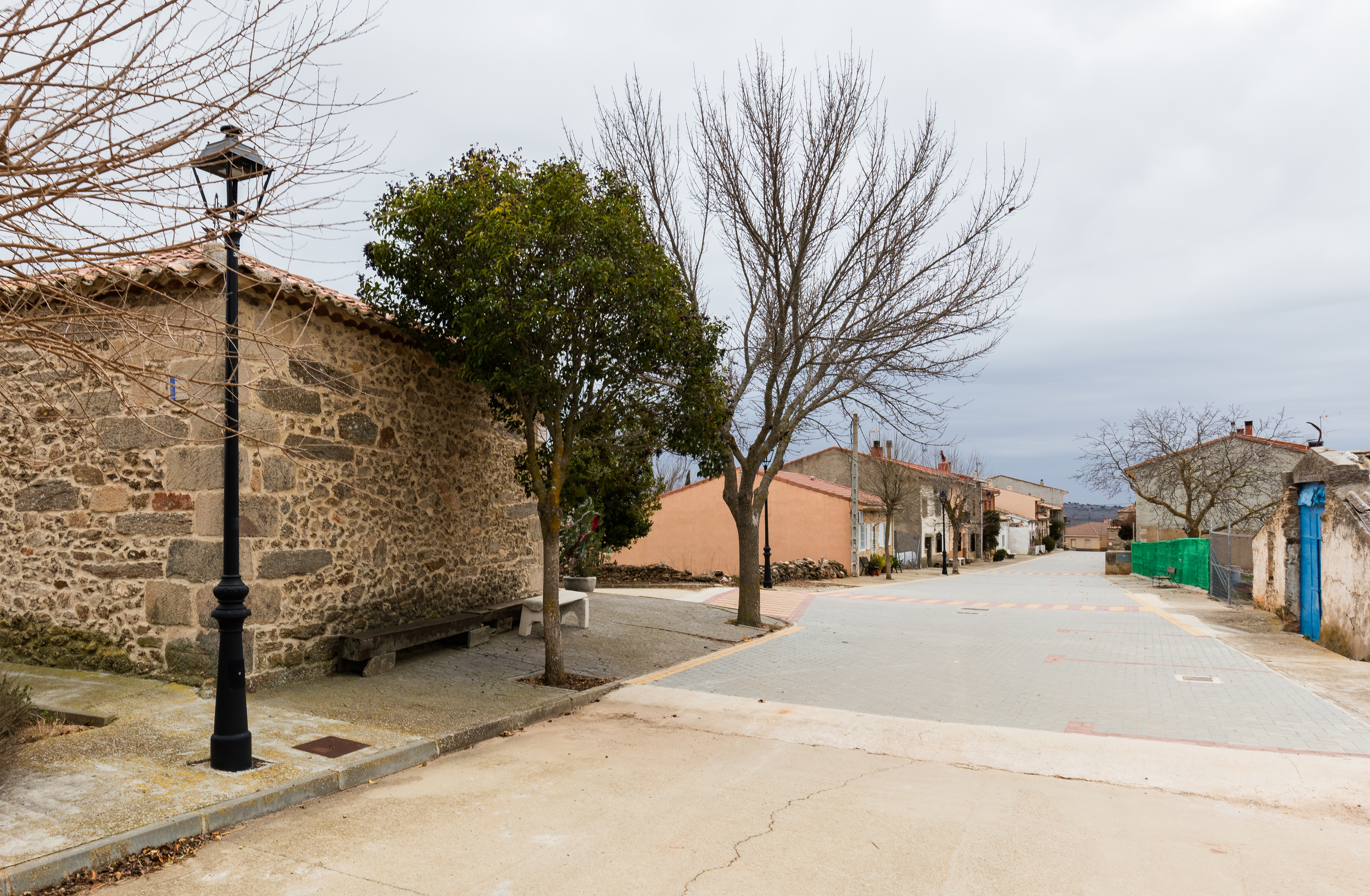
Rebollosa de Jadraque

Como dato registrado en los anales de la Baja Edad Media, consta que fue aquí donde descansaba el rey de Castilla, Pedro I, cuando le trajeron la cabeza del noble Gutiérrez Fernández, al que el propio monarca había mandado decapitar. Quedó escrito que el rey Pedro «hubo por ello gran placer».[cita requerida] El patrón del pueblo es San Roque, cuya festividad es el 16 de agosto, día en el que la Asociación de Rebolloseros realiza diferentes actividades.
A mediados del siglo XIX, el lugar tenía contabilizada una población de 86 habitantes. Aparece descrito en el decimotercer volumen del Diccionario geográfico-estadístico-histórico de España y sus posesiones de Ultramar de Pascual Madoz de la siguiente manera:

REBOLLOSA DE JADRAQUE: l. con ayunt. en la prov. de Guadalajara (8 1/2 leg.), part. jud. de Alienza (1), aud. terr. de Madrid (18 1/2), c. g. de Castilla la Nueva, dióc. de Sigüenza (4). sit. al pie de la sierra de la Rodera, con buena ventilacion y clima frio. Tiene 30 casas; la consistorial; escuela de instruccion primaria, y una igl. parr. servida por un cura y un sacristan. térm.: confina con los de la Bodera, Santiuste, Angon y El Ordial. El terreno, que participa de quebrado y llano, es de inferior calidad; le baña el r. Cañamares y otro pequeño riach. caminos: los que dirigen á los pueblos limítrofes, en mal estado. correo: se recibe y despacha en la cab. del part. prod.: trigo, centeno, cebada, avena, legumbres y pastos, con los que se mantiene ganado lanar, cabrío y vacuno. ind.: la agrícola y recriacion de ganados. pobl.: 24 vec., 86 alm. cap. prod.. 905,000 rs. imp. 36.200. contr.: 3,210.
(Madoz, 1849, p. 384)

## Demografía
Rebollosa de Jadraque cuenta con una población de 10 habitantes (INE 2024).
| Gráfica de evolución demográfica de Rebollosa de Jadraque entre 1842 y 2021                                         |
| |
| Población de derecho según los censos de población del INE Población de hecho según los censos de población del INE |

| 37            | 40 | 32 | 32 | 14 | 20 | 14 |
| (Fuente: INE) |    |    |    |    |    |    |

## Patrimonio
En la entrada del pueblo, dispone de una iglesia parroquial, sencilla, renacentista, con pórtico reconstruido y pequeño jardín, que en su interior contiene un retablo barroco, de recargado contenido.